# 朝日町立朝日中学校 (山形県)
朝日町立朝日中学校（あさひちょうりつあさひちゅうがっこう）は、山形県西村山郡朝日町宮宿にある公立中学校。

## 概要
- 朝日町の過疎化に伴い、町内にあった3つ中学校の生徒数が減少したことから、新たに宮宿地区に統合中学校である朝日中学校を開校した。

## 教育目標
- 挨拶が飛び交い 瞳かがやく 爽やかな朝日中生の育成[2]

## 沿革
- 1977年4月 - 朝日町立宮宿中学校、朝日町立大谷中学校、朝日町立西五百川中学校が統合して朝日町唯一の中学校である朝日中学校が開校。開校時の生徒数589名。2006年度の生徒数254名。2009年度の生徒数は222名。校章は、町の花ヒメサユリを図案化したもの。

## 学区
- 朝日町全域

路線バスが通っていない地区の生徒はスクールバスでの通学となっている。

## 生徒数
| 年度 | 男子 | 女子 | 計  |
| ---- | ---- | ---- | --- |
| 2020 | 78   | 71   | 149 |
| 2011 | 109  | 94   | 203 |
| 2010 | 105  | 88   | 193 |
| 2009 | 115  | 107  | 222 |
| 2008 | 123  | 112  | 235 |
| 2007 | 129  | 114  | 243 |
| 2006 | 135  | 119  | 254 |
| 2005 | 129  | 114  | 243 |
| 2004 | 149  | 123  | 272 |
| 2003 | 156  | 132  | 288 |
| 2002 | 179  | 148  | 327 |

## 所在地
- 山形県西村山郡朝日町大字宮宿108
  - 旧宮宿中学校は現在の緑が丘公園のところに建てられていた。

## 交通
- JR東日本左沢線寒河江駅か左沢駅より山交バス宮宿行で『朝日中前』で下車

## 部活動
- ソフトテニス部
- 野球部
- 男子卓球部
- 女子卓球部
- 男子バスケ部
- 女子バスケ部
- 男子剣道部
- 女子剣道部
- 男子柔道部
- 女子柔道部
- 吹奏楽部
- カルチャー部

## その他
- 山形県内には朝日町の他に鶴岡市にも朝日中学校があり、新聞では朝日町立朝日中学校は町立朝日中学校、鶴岡市立朝日中学校は市立朝日中学校として区別している（旧朝日村時代には村立朝日中学校と表記）。
- 合唱に力を入れており、毎年修学旅行の最後に上野公園で歌っている